# Magnolia cathcartii
Magnolia cathcartii là một loài thực vật có hoa trong họ Magnoliaceae. Loài này được (Hook.f. & Thomson) Noot. mô tả khoa học đầu tiên năm 1985.